# Боло Сесен
Боло Сесен (якут. Сэһэн Боло), Дмитро Іванович Дячковський (8 листопада 1905, I Болугурський наслег Ботуруського улуса Якутської області — 15 липня 1948) — якутський фольклорист.

## Біографічні відомості
Народився 8 листопада 1905 року в I Болугурському наслезі Ботуруського улуса (нині — Чурапчинський) Якутської області у родині заможного якута.
1925—1931 рр. — самостійно займався збором народних переказів.
1931—1934 рр. — самостійно засвоював методику наукового запису фольклорного матеріалу, вивченням наукової літератури з історії й етнографії якутів.
1937—1946 рр. — науковий співробітник Інституту мови і культури при СНК ЯАРСР.